# Carl Oscar Gunther
Pour les articles homonymes, voir Günther.
Carl Oscar Gunther était un bactériologiste allemand qui a vécu de 1854 à 1929.